# Полента
Поле́нта (итал. polenta) — итальянское блюдо (каша) из кукурузной муки, аналог мамалыги. Широко распространено в Северной Италии, в регионах Валле-д’Аоста, Ломбардия, Пьемонт, Венето, Трентино-Альто-Адидже и Фриули-Венеция-Джулия.

## Этимология
Polenta (лат.) означает кашу из любой муки, но чаще всего ячменную; происхождение слова связано с латинским pollen — «мука тонкого помола», «пыльца» (общий корень с латинским же pulvis — пыль).

## История
До XVI века, когда кукуруза была завезена в Европу из Америки, поленту готовили из других крахмалистых культур: пшеницы-спельты, полбы-двузернянки, проса, нута, молотых каштанов. Прообразом поленты считается древнеримская каша пульс. Изначально полента — простая еда итальянских крестьян, однако в дальнейшем, с изобретением различных блюд на её основе, её стали подавать даже в дорогих ресторанах.
Традиционная полента приготавливается замешиванием кукурузной муки в воду в большом медном котле, затем она кипятится на медленном огне при постоянном перемешивании деревянной ложкой в течение 40 минут или пока она не загустеет достаточно, чтобы держаться на ложке. Затем она остужается в круглом подносе, разрезается на кусочки и подаётся на стол. Обычно полента употребляется как гарнир или в качестве самостоятельного блюда с различными добавками (грибами, мясом, анчоусами и др.), в жареном или запечённом виде и т. д. Бывает твёрдая полента (её даже можно купить в виде полуфабриката в магазинах) и мягкая, сладкая полента и др.
Помимо Италии, полента и её аналоги распространены на Балканах; в восточно-романских странах её аналогом служит мамалыга. В романе «Альтернатива» Юлиана Семёнова есть следующий пассаж:

Что такое полента? — Полента в Хорватии,— с неимоверным акцентом, но довольно бойко ответила официантка, мешая немецкие и французские слова,— то же, что жганцы в Словении, пулента в Далмации и качамак в Сербии.

## Галерея

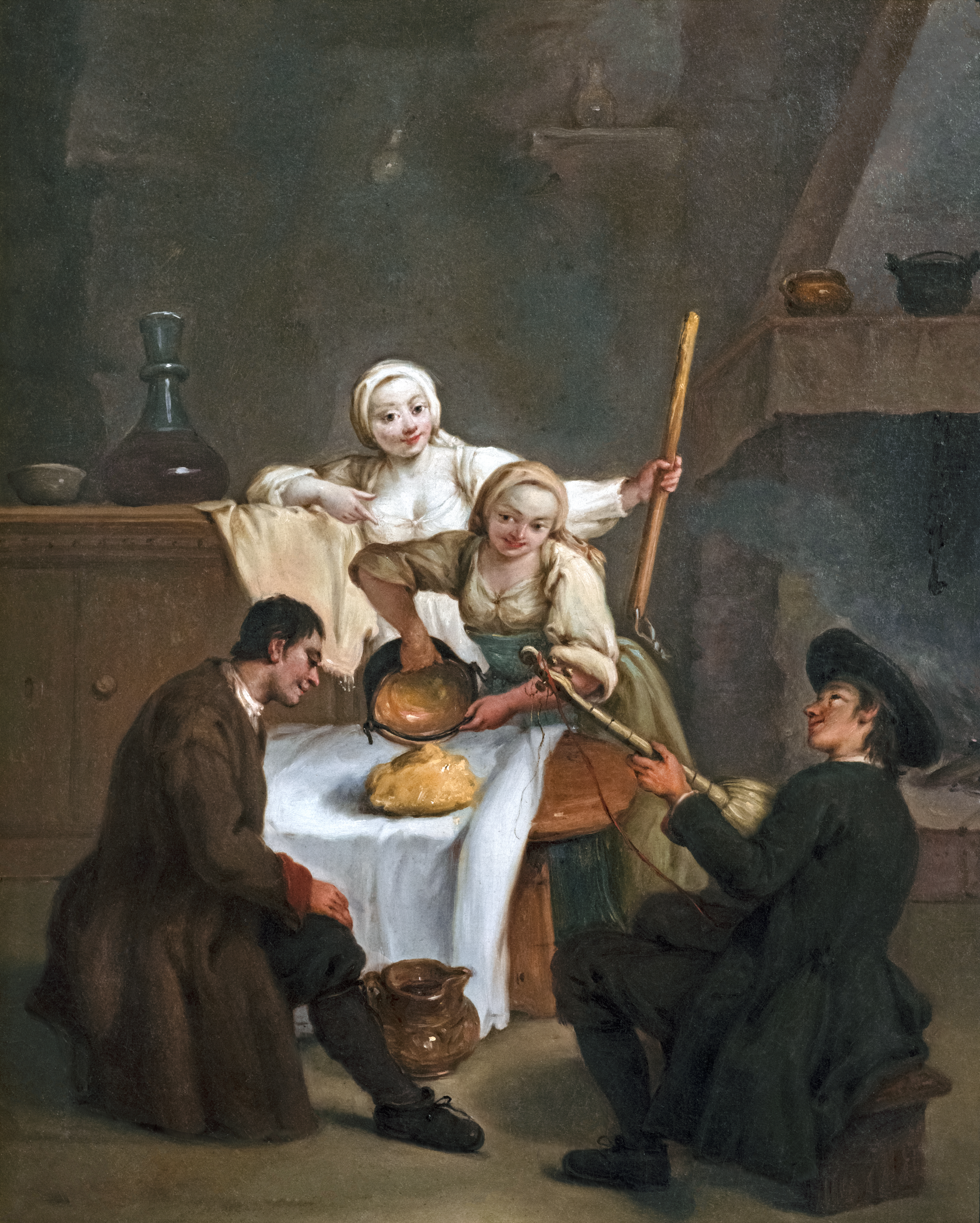
Пьетро Лонги. «Полента». 1740
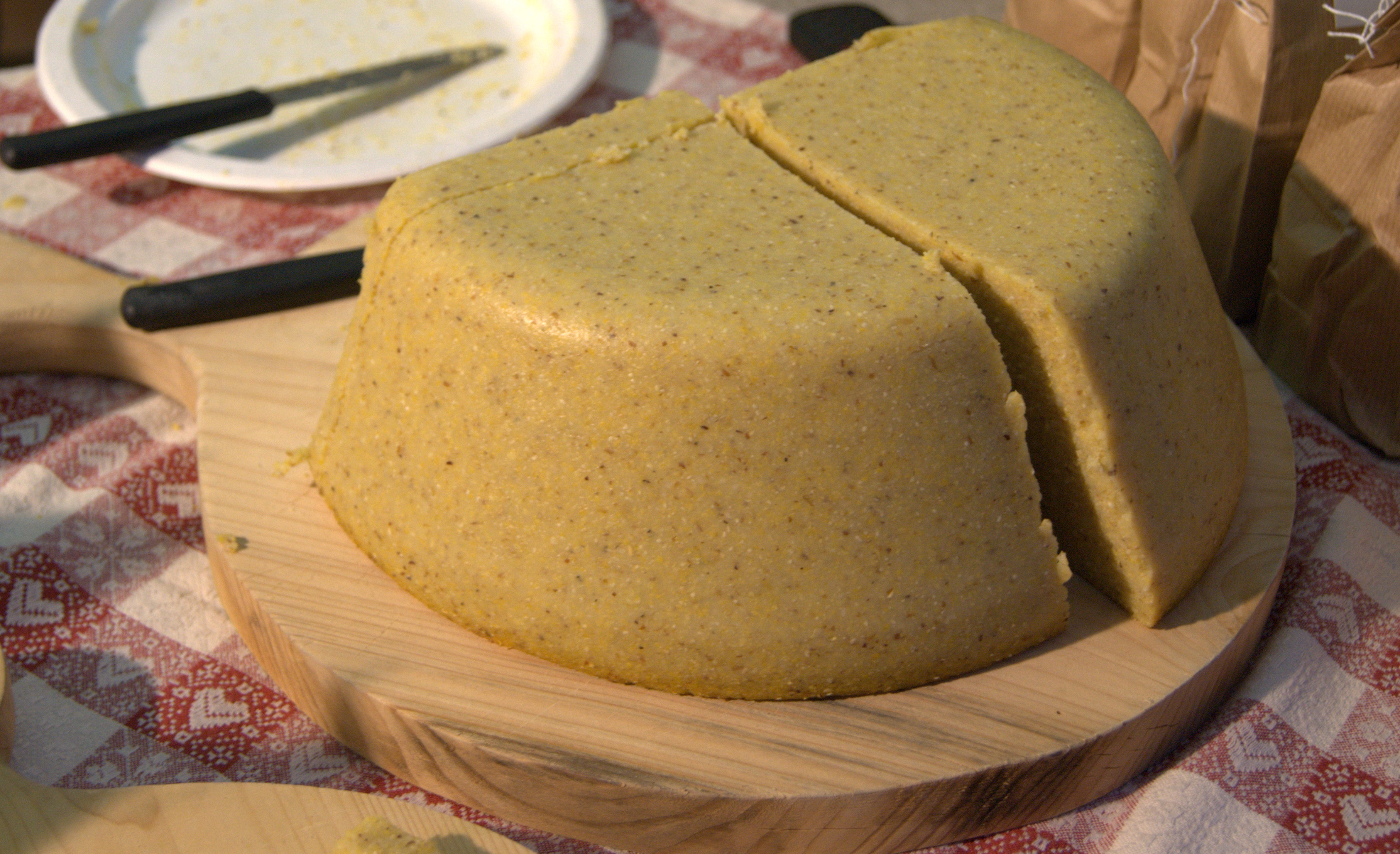
Полента, нарезанная на куски
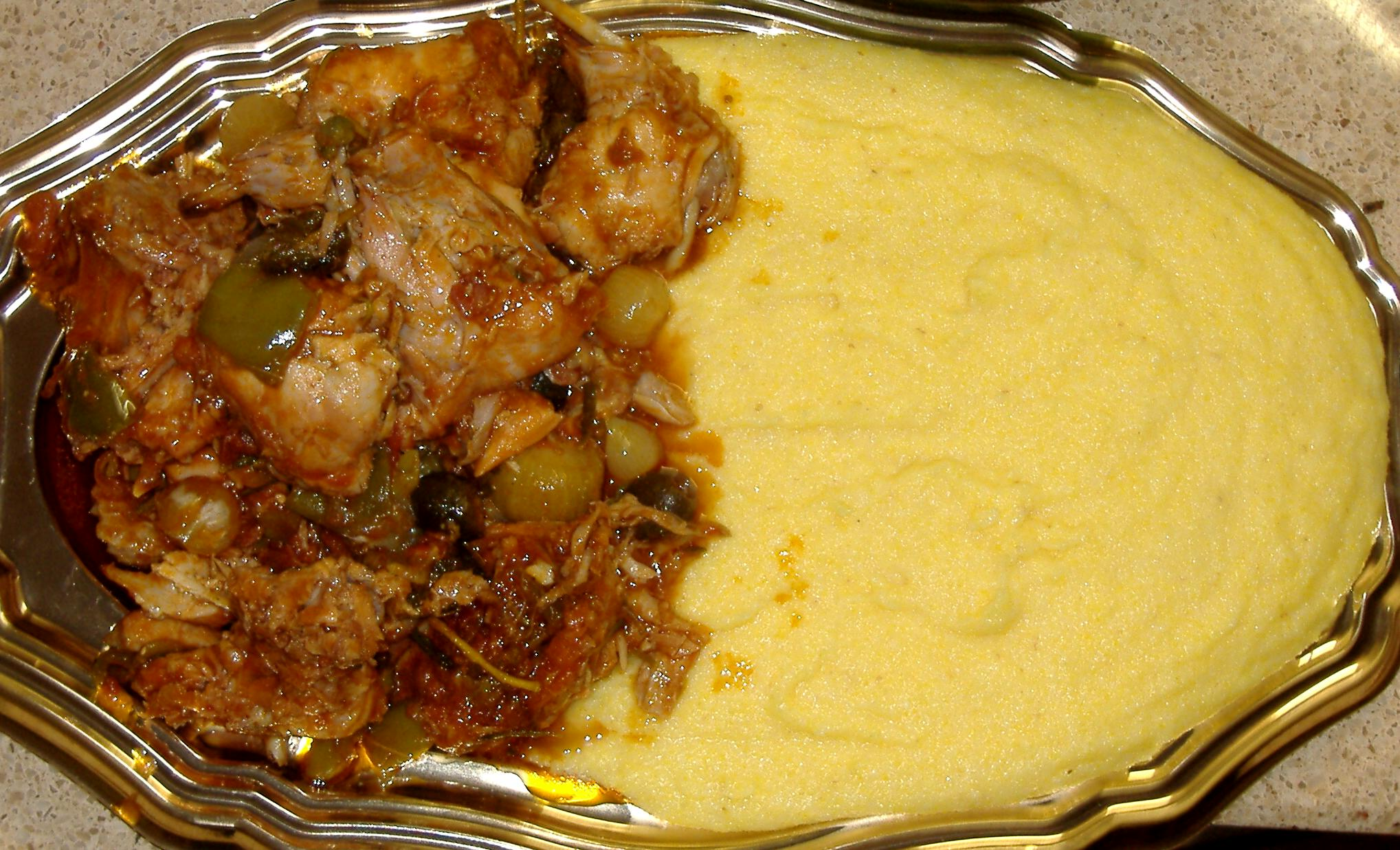
Полента с крольчатиной
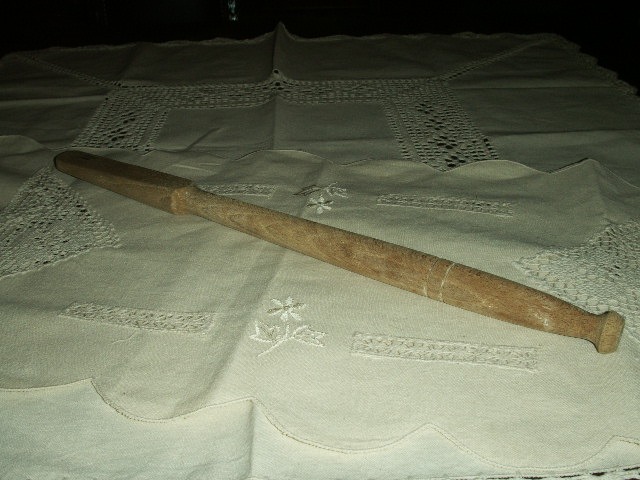
Палочка для помешивания поленты